# Golarchi
Golarchi, anciennement connue sous le nom de Shaheed Fazil Rahu ou Tando lkram (en ourdou : گولارچی) est une ville pakistanaise située dans le district de Badin, dans le sud de la province du Sind. C'est la troisième plus grande ville du district. Elle est située à près de trente kilomètres à l'ouest de la ville de Badin.
La population de la ville a été multipliée par près de dix entre 1981 et 2017, passant de 3 447 habitants à 33 890. Entre 1998 et 2017, la croissance annuelle moyenne s'affiche à 4,7 %, bien supérieure à la moyenne nationale de 2,4 %. Selon le recensement de 2023, la population de la ville monte à 35 313 habitants.
|            | 1981 (rec.) | 1998 (rec.) | 2017 (rec.) | 2023 (rec.) |
| ---------- | ----------- | ----------- | ----------- | ----------- |
| Population | 3 447       | 14 226      | 33 890      | 35 313      |